# Hassel (Rappbode)
Die Hassel ist ein rechter Zufluss der Rappbode im Ostharz. Die Flussordnungszahl ist 5.

## Verlauf
Die Hassel entspringt südlich von Stiege in der Nähe des Haltepunktes Birkenmoor der Selketalbahn. In Stiege durchfließt sie den Oberen und Unteren Teich. Die Hassel fließt weiter nach Hasselfelde. Nach etwa 10 Kilometern Fließstrecke erreicht sie die Hasselvorsperre. Nach der 21 Meter hohen Staumauer mündet die Hassel in der Rappbode-Talsperre in die Rappbode.

## Zuflüsse
- Brummeckebach (links)
  - Sellegraben (rechts)
- Murmelbach (rechts)
- Hagenbach (links)
- Sautal (links)